# Trihydroxybenzole
Die Trihydroxybenzole bilden eine Stoffgruppe, bestehend aus einem Benzolring mit drei Hydroxygruppen (–OH) als Substituenten. Durch deren unterschiedliche Anordnung ergeben sich drei Konstitutionsisomere mit der Summenformel C6H6O3. Sie sind auch unter ihren Trivialnamen Pyrogallol (1,2,3-Trihydroxybenzol), Hydroxyhydrochinon (1,2,4-Trihydroxybenzol) und Phloroglucin (1,3,5-Trihydroxybenzol) bekannt.

## Vertreter
| Gefahrensymbol | Gefahrensymbol |

| Gefahrensymbol | Gefahrensymbol |

| Gefahrensymbol |

## Eigenschaften
1,2,3- und 1,2,4-Trihydroxybenzol können in alkalischem Milieu analog zu den Dihydroxybenzolen unter formaler Protonen- und Elektronenabgabe zu Chinonen oxidiert werden. Bei 1,3,5-Trihydroxybenzol ist die Ausbildung eines chinoiden Systems dagegen nicht möglich (vgl. 1,3-Dihydroxybenzol).